# Ellsworth-Station
Koordinaten: 77° 39′ 0″ S, 41° 2′ 0″ W
Die Ellsworth-Station (spanisch Estación Científica Ellsworth, englisch Ellsworth Scientific Station oder kurz Estación Ellsworth bzw. Base Ellsworth) war eine dauerhafte, ganzjährig betriebene ursprünglich US-amerikanische, später argentinische Forschungsstation in der Gould Bay auf dem Filchner-Ronne-Schelfeis. Namensgeber war der amerikanische Polarforscher Lincoln Ellsworth.
Die Station wurde 1962 aufgegeben, da fortschreitende Instabilität im Eis die Struktur der Bauten der Station zunehmend verschlechterten und Personal und Ausrüstungen gefährdeten.

## Geschichte
Die Ellsworth-Station wurde durch die United States Navy unter dem Kommando von Captain Finn Ronne errichtet. Eingesetzt wurden die beiden Eisbrecher USS Staten Island und USS Wyandot der United States Coast Guard unter dem Kommando von Francis Gambacorta.
Der ursprünglich geplante Standort für die Station war Kap Adams, das dortige Terrain erwies sich aber wegen Eisklippen als ungeeignet, weswegen Gould Bay als Alternative gewählt wurde. Gould Bay liegt an der Westküste der Weddell-See auf dem Filchner-Ronne-Schelfeis, nahe der argentinischen Belgrano-I-Station.
Der Auftrag zur Errichtung der Station wurde im Rahmen des Internationalen Geophysikalischen Jahres am 11. Februar 1957 erteilt. Weniger als ein Jahr später, am 17. Januar 1959 wurde die Station dem Instituto Antártico Argentino (deutsch Argentinisches Antarktisinstitut) übergeben. Im Rahmen der Übergabe wurde vereinbart, dass die US-amerikanische Regierung die Gebäude, Einrichtungen und vorhandenen Lebensmittel mit übergeben, und Argentinien die logistischen und administrativen Leistungen für den laufenden Betrieb beistellen würden. Wissenschaftler beider Länder sollten in der Station gemeinsam forschen.
Am 31. Dezember 1959 fing der mit Austauschpersonal und Versorgungsmitteln zur Station unterwegs befindliche argentinische Eisbrecher ARA General San Martín ein Notsignal des norwegisch-südafrikanischen Forschungsschiffs Polarbjorn ab, das im Eis stecken geblieben war. Die General San Martín konnte das Schiff befreien, das seinen Weg entlang der Küstenlinie fortsetzen konnte. Im weiteren Verlauf konnte sie aber ihr in der hintersten Stelle der Weddell-Meer gelegenes ursprüngliches Ziel aufgrund außergewöhnlich dickem Packeises nicht mehr erreichen.
Am 6. Januar 1962 machte Fregattenkapitän Hermes Quijada von den argentinischen Marinefliegern mit zwei Douglas DC-3/C-47 einen Stopover an der Station, bevor er zum Südpol weiter flog. Er war damit der erste Pilot, der den Südpol vom amerikanischen Kontinent aus fliegend erreichte.
Da die Station aufgrund von instabilem Eis für die meiste Zeit halb versunken war, stellte sich im Frühjahr 1962 die Frage des weiteren Betriebs.  Um Personal und Ausrüstung zu schützen, wurde die Ellsworth-Station am 30. Dezember 1962 evakuiert und in der antarktischen Sommerkampagne 1962/1963 schließlich geschlossen. Argentinische Forschungsteams inspizierten die Station mehrfach, am Ende war sie durch Schnee und Eis überdeckt. Der Teil des Filchner-Ronne-Schelfeis, auf dem die Station stand, spaltete sich schließlich als gigantischer Eisberg ab und driftete in das Südliche Polarmeer, womit die Überreste der Station endgültig verloren gingen.

## Wissenschaftliche Aktivitäten
Die Einrichtungen der Ellsworth-Station konnte über 40 Personen beherbergen.
Während des Betriebs wurden eine Reihe von Experimenten und Beobachtungen durchgeführt, darunter Ionosphären-Beobachtungen mit einem Riometrie, biologische und physiologische Beobachtungen, Oberflächen- und Atmosphären-Meteorologie, unter anderem Strahlungs- und Kohlendioxid-Konzentrations-Messungen.
Weiter gab es zahlreiche Expeditionen zur glaziologischen Erforschung des Filchner-Ronne-Eisschelfs, zu denen die Ellsworth-Station der Ausgangspunkt war. Die weitreichendsten erreichten die Randbarriere des Eisschelfs und ermöglichten die Vervollständigung der Triangulation zwischen Ellsworth- und Belgrano-Station.

## Klima
Die Region liegt im Weg nach Norden ziehender Wetterfronten. Sie bringen zwar wenig Niederschlag, verursachen aber starke Winde bis zu 200 km/h, die die gefühlte Temperaturen stark erniedrigen.
|                       | Jan | Feb | Mär | Apr | Mai | Jun | Jul | Aug | Sep | Okt | Nov | Dez |   |       |
| Mittl. Tagesmax. (°C) | −6  | −13 | −19 | −23 | −24 | −28 | −29 | −29 | −27 | −19 | −12 | −6  | ⌀ | −19,6 |
| Mittl. Tagesmin. (°C) | −11 | −19 | −27 | −32 | −32 | −36 | −37 | −37 | −34 | −26 | −18 | −11 | ⌀ | −26,7 |
|                       |     |     |     |     |     |     |     |     |     |     |     |     |   |       |
| Niederschlag (mm)     | 8   | 5   | 8   | 15  | 5   | 5   | 5   | 5   | 8   | 10  | 13  | 5   | Σ | 92    |

| −11 |

| −19 |

| −27 |

| −32 |

| −32 |

| −36 |

| −37 |

| −37 |

| −34 |

| −26 |

| −18 |

| −11 |

| −11 |

| −19 |

| −27 |

| −32 |

| −32 |

| −36 |

| −37 |

| −37 |

| −34 |

| −26 |

| −18 |

| −11 |

| N i e d e r s c h l a g | 8   | 5   | 8   | 15  | 5   | 5   | 5   | 5   | 8   | 10  | 13  | 5   |
|                         | Jan | Feb | Mär | Apr | Mai | Jun | Jul | Aug | Sep | Okt | Nov | Dez |